# Vladimir Gortan
Vladimir Gortan, hrvaški rodoljub, žrtev fašističnega nasilja, * 7. junij 1904, Beram pri Pazinu, † 17. oktober 1929, Pulj.
Vladimir Gortan je bil otrok  revne družine. V mladosti se je  preživljal s pastirovanjem, dninarstvom in drugimi priložnostnimi deli. Marca 1929 je bil sprejet v ilegalno organizacijo Borba, ki se je povezala in delovala skupaj s tajno organizacijo TIGR. Gortan je za Borbo zbiral orožje in poskušal narediti atentat na fašističnega funkcionarja. Prizadeval si je za priključitev  Istre Jugoslaviji. Ob fašistišnem plebiscitu 24. marca je na cesti Brestovica - Pazin s streli v zrak  razgnal prisilno peljane volivce na volišče v Pazin. Dne 28. marca 1929 so ga ujeli na begu v Jugoslavijo. Fašistično sodišče ga je obsodilo na smrt. Ustreljen je bil v  jurtanjih urah 17. oktobra 1929 pri Pulju. Njegove posmrtne ostanke so leta 1953 prenesli in pokopali v mavzoleju blizu rodnega kraja.